# 1921 год в науке
В 1921 году произошли следующие события в области науки:

## События
- 18 июля — первая в мире БЦЖ-вакцинация против туберкулёза[1].
- Опубликована статья, посвящённая открытию родезийского человека[2].
- Джон Кейнс опубликовал трактат о вероятности[англ.][3].
- Фидель Пахес[англ.] впервые испытывает эпидуральную анестезию[4].
- Эмми Нётер опубликовала работу Idealtheorie in Ringbereichen, являющуюся прологом к созданной ею теории идеалов[5].

## Родились
- 15 января — Леонид Алексеев, историк и археолог (ум. 2008).
- 16 января — Евгений Аркадьевич Негин, российский физик-теоретик, академик РАН (ум. 1998).
- 18 января — Йоитиро Намбу, японский и американский физик-теоретик, лауреат Нобелевской премии (ум. 2015).
- 20 января — Сергеев, Виктор Иванович (1921—2008) — директор НТЦ «Центробежные технологии» ЦКБ машиностроения, доктор технических наук, заслуженный изобретатель РСФСР; лауреат Ленинской премии, Герой Социалистического Труда.  Архивная копия от 11 июня 2016 на Wayback Machine Архивная копия от 18 мая 2016 на Wayback Machine
- 6 февраля — Соломон Борисович Пикельнер, советский астрофизик (ум. 1975).
- 21 февраля — Юлиан Владимирович Бромлей, советский историк, этнограф, академик АН СССР (ум. 1990).
- 21 февраля — Джон Бордли Ролз, американский политический и моральный философ (ум. 2002).
- 8 марта — Александр Алексеев, советский историк (ум. 1993).
- 25 марта –  Ян Фирбас, чешский лингвист (умер 2000).
- 9 апреля — Игорь Александрович Шилов, российский зоолог, геолог (ум. 2001).
- 14 апреля — Томас Кромби Шеллинг, американский экономист, специалист в области теории игр; лауреат Нобелевской премии (ум. 2016).
- 24 апреля — Эдхям Рахимович Тенишев, российский языковед-тюрколог и монголовед (ум. 2004).
- 5 мая — Артур Леонард Шавлов, американский физик, лауреат Нобелевской премии (ум.1999).
- 21 мая — Андрей Сахаров, советский учёный и правозащитник (ум. 1989).
- 25 мая — Джек Стейнбергер, американский физик, лауреат Нобелевской премии (ум. 2020).
- 1 июня — Андрей Иванович Крушанов, советский историк, академик АН СССР (ум. 1991).
- 16 июня — Александр Евгеньевич Чудаков, советский и российский физик-экспериментатор (ум. 2001).
- 14 июля — сэр Джефри Уилкинсон, английский химик, лауреат Нобелевской премии (ум. 1996).
- 19 июля — Розалин Сасмен Ялоу, американский физик (ум. 2011).
- 19 июля — Валентин Витальевич Румянцев, советский и российский механик (умер в 2007).
- 23 августа — Кеннет Джозеф Эрроу, американский экономист, член Национальной АН США (ум. 2017).
- 1 сентября — Курт Хюбнер, немецкий философ (ум. 2013).
- 13 сентября — Сергей Павлович Непобедимый, советский конструктор реактивного оружия (ум. 2014).
- 15 октября — Сеймур Бензер, американский молекулярный биолог, член Национальной АН США (ум. 2007).
- 18 октября — Юрий Александрович Поляков, российский историк и демограф, академик РАН (ум. 2012).
- 21 октября — Виктор Макьюсик, американский генетик и кардиолог, член Национальной АН США (ум. 2008).
- 23 ноября — Лев Александрович Блюменфельд, российский биофизик и физикохимик (ум. 2002).
- 1 декабря — Элой Бенито Руано, испанский историк-медиевист (ум. 2014).
- 5 декабря — Моисей Семёнович Хайкин, крупный российский физик, специалист в области электронных явлений и физики низких температур (ум. 1990).
- 6 декабря — Михаил Григорьевич Воронков, российский химик-органик, академик РАН (ум. 2014).

## Скончались
- 23 января — Генрих Вальдейер, немецкий анатом и гистолог (род. 1836).
- 11 марта — Шербёрн Бёрнхем, американский астроном (род. 1838).
- 17 марта — Николай Жуковский, русский механик, создатель аэродинамики как науки (род. 1847).
- 29 марта — Джон Берроуз — американский писатель, художник, натуралист (род. 1837).
- 6 апреля — Максимилиан Берлиц, немецкий и американский лингвист и педагог (род. 1852).
- 15 апреля — Сергей Булич, российский лингвист и этнограф (род. 1859).
- 21 июня — Альфонс Ван дер Гринтен, американский картограф немецкого происхождения (род. 1852).
- 4 июля — Антоний Грабовский, польский инженер-химик, поэт, «отец поэзии на эсперанто» (род. 1857).
- 12 июля — Освальд Шмидеберг, немецкий фармаколог,Один из основоположников экспериментальной фармакологии (род. 1838).
- 16 июля — Джованни Арканджели, итальянский ботаник и миколог (род. 1840).
- 24 июля — Валериан Абаковский, конструктор аэромотовагона (род. 1895).
- 11 августа — Генри Адамс, американский экономист (род. 1851).
- 22 августа — Вильгельм Кирхнер, немецкий зоотехник (род. 1848).
- 13 октября — Роберт Бонне, немецкий анатом (род. 1851).
- 18 октября — Евгений Янке, немецкий математик  (род. 1861).
- 28 октября — Уильям Брюс, шотландский гидробиолог, зоолог, арктический и антарктический исследователь (род. 1876).
- 29 октября — Константин Андреев, русский математик, член-корреспондент Академии наук (род. 1848).
- 29 октября — Вильгельм Генрих Эрб, немецкий врач, один из основоположников невропатологии (род. 1840).
- 31 октября — Альберт Адамкевич, польский медик (род. 1850).
- 23 ноября — Макс Ферворн, немецкий физиолог (род. 1863).
- 22 ноября — Этьен Бутру, французский философ и историк философии (род. 1845).
- 30 ноября — Карл Герман Амандус Шварц, немецкий математик, член Берлинской академии наук (род. 1843).

## Награды

### Нобелевские премии
- Физика — Альберт Эйнштейн — «За заслуги перед теоретической физикой и особенно за открытие закона фотоэлектрического эффекта».
- Химия —  Фредерик Содди — «За вклад в химию радиоактивных веществ и за исследование происхождения и природы изотопов».
- Медицина и физиология — не присуждалась.

### Медаль Копли
- Джозеф Лармор.

### Медаль Волластона
- Бенджамин Пич[англ.].